# انهض واقتل أولا
انهض واقتل أولًا: التاريخ السري للاغتيالات الإسرائيلية هو كتاب صدر عام 2018 من قبل رونين بيرغمان، وهو كتاب عن تاريخ الاغتيالات المستهدفة من قبل أجهزة الاستخبارات الإسرائيلية. يقول المؤلف: «منذ الحرب العالمية الثانية، اغتالت إسرائيل عدداً من الأشخاص يفوق ما نفذته أي دولة غربية أخرى». وأشار في كتابه إلى اغتيالات المسؤولين البريطانيين، وأعضاء حماس، وحزب الله، وقادة منظمة التحرير الفلسطينية (PLO)، والعلماء النوويين الإيرانيين. ولكتابة الكتاب أجرى المؤلف أكثر من ألف مقابلة مع قادة سياسيين وعناصر استخبارات، ووضع يده على آلاف الوثائق السرية.

## المحتوى
يصف كتاب انهض واقتل أولًا، عمليات القتل المستهدف التي نفذتها وكالات المخابرات الإسرائيلية، والشخصيات والتكتيكات المستخدمة. وقد استوحى الكاتب بيرغمان عنوان الكتاب من عبارة وردت في كتاب التلمود تقول: «إذا جاء شخص ما ليقتلك، انهض واقتله أولًا». ويقول: «إن نسبة كبيرة ممن قابلتهم ذكروا هذه العبارة كمبرر لعملهم». وبناء على ألف مقابلة وآلاف من الوثائق، يروي الكاتب قصة العديد من الشخصيات السياسية والإستخباراتية، مثل عملاء الموساد والشاباك والجيش الإسرائيلي. وقد استخدم بعضهم أسمائهم الحقيقية، والبعض الآخر استخدم أسماء مزيفة. وكان من بين الذين تمت مقابلتهم كل من إيهود باراك وإيهود أولمرت رئيس الوزراء الإسرائيلي الأسبق، ومئير داغان رئيس جهاز الموساد الأسبق.
يبدأ الكتاب حول منظمة بارجيورا التي تأسست عام 1907 بواسطة إسحاق بن تسفي. ثم خلفتها هاشومير، ثم الهاغاناه وأخيرًا الجيش الإسرائيلي (IDF). وفقا لبيرغمان، قامت الوكالات السرية الإسرائيلية باغتيالات مستهدفة ضد خصمائها العرب طوال هذه الفترات.
وقد اغتالت منذ الحرب العالمية الثانية، عدداً من الأشخاص يفوق ما نفذته أي دولة غربية أخرى، حيث نفذت ما لا يقل عن 2700 عملية اغتيال في 70 عاما من وجودها. وقد انتهج الموساد الإسرائيلي العديد من الأساليب والأدوات لتنفيذ عمليات الاغتيال. حيث أشار بيرغمان إلى بعض هذه الأدوات مثل استخدام معجون الأسنان المسمم، الذي يستغرق شهرا لإنهاء حياة الهدف المنشود، والطائرات المسلحة بدون طيار، والهواتف المحمولة الملغومة، والإطارات الاحتياطية مع قنابل التحكم عن بعد واغتيال علماء العدو واكتشاف الحياة السرية لرجال الدين المسلمين.
ويشير بيرغمان الي عمليات اغتيال المسؤولين البريطانيين، وأعضاء حماس، وحزب الله وقادة منظمة التحرير الفلسطينية، وعلماء إيران النوويين.
ووفقًا له، فإن بعض الأشخاص الذين تم اغتيالهم هم: ياسر عرفات رئيس منظمة التحرير الفلسطينية، وعلي حسن سلامة زعيم منظمة أيلول الأسود، وأبو جهاد مساعد عرفات وشريكه في تأسيس حركة فتح، ويحيى عياش صانع القنابل في حماس المعروف باسم المهندس، وأحمد بوتشيكي، النادل المغربي.
وقد أطلق الكتاب على مناحم بيجن، إسحاق شامير، وأرئيل شارون الذي وصفه بيرغمان بأنه «مهووس بالمخاطر»، وإيهود باراك، وكل من سيقود لاحقًا حكومة إسرائيل اسم القتلة.
ويشير الكاتب إلى تفاصيل عمليات الاغتيال التي نفذت في إيران، ومصر وسوريا وألمانيا. ووفقا له، أمر أرئيل شارون الموساد بإطلاق النار على طائرة تحمل 30 طفلا فلسطينيا من مصابى مذبحة صبرا وشاتيلا من أجل اغتيال ياسر عرفات. أُلغيت العملية في اللحظة الأخيرة بعد أن أُبلغ أن عرفات لم يكن على متنها. حتى أنه أمر باسقاط طائرة تجارية إذا كان عرفات على متنها. ويذكر بيرغمان بصراحة «فإن هذا قد يصل إلى جريمة حرب متعمدة».

## الإستقبال
يقول المحلل السابق لدى وكالة الاستخبارات المركزية الأميركية (سي اي ايه) كينيث بولاك إن الكتاب «ذكي ومدروس ومتوازن، والترجمة الإنجليزية رائعة»، في حين أنه يفشل في «الإجابة على... مشكلة الإرهاب»، ولا يقدم أي نهاية لذلك. يصف بولاك نهاية الكتاب بانه يكشف عن القتل المستهدف وهذا ما يشبه إلى دواء مدمن يشفي فقط «أسوأ أعراض المرض الرهيب (الإرهاب) وهو الغضب الفلسطيني» لكنه لا يشفي المرض نفسه. ويصف الكتاب إيثان برونر، المحرر الرئيسي في بلومبيرغ نيوز، بأنه «أول نظرة شاملة على استخدام إسرائيل لعمليات القتل التي ترعاها الدولة»، ويقول الكاتب والصحفي والمذيع والناشر المتخصص في شئون الشرق الأوسط، تشارلز جلاس بانه «كتاب بحث دقيق».

## المنع
وفقا لبيرغمان، حاولت الأجهزة السرية الإسرائيلية للتدخل في عمله، وعقدت اجتماعًا عام 2010 حول كيفية تعطيل أبحاثه، كما حذروا موظفو الموساد السابقين بعدم التحدث معه.